# Колесница
Коле́сница — большая двухколёсная повозка (двуколка), использующая как движущую силу скаковых животных.
Колесни́ца, разновидность колёсной гужевой повозки, применявшаяся в военных (боевых) действиях, для триумфальных, ритуальных и погребальных процессий, а также для спортивных состязаний в древнем мире. Колесница в ходе развития и совершенствования военного дела, начиная с 2000 лет до нашей эры, превратилась в один из решающих факторов при ведении некоторых военных (боевых) действий. Использование боевых колесниц датируется бронзовым и железным веками, а также античностью. Первые модели колесниц имели четыре колеса и часто носили ритуальный характер.
Важнейшим новаторским изобретением, позволившим собирать двухколёсные надёжные и быстрые колесницы, стало изобретение колеса со спицами и ободом. Колесницы такого типа датируются 2000 годом до нашей эры, а пик их использования — 1300 год до н. э. (см. Битва при Кадеше). В течение 700 лет колесницы играли решающую роль на поле военных действий.
Одомашненные лошади древних времён имели размеры крупных пони и не подходили для верховой езды. Поэтому животных запрягали в телегу или колесницу, тягловая нагрузка которых не оказывала серьёзной нагрузки на круп лошади. По мере укрупнения лошадей, разводившихся людьми в неволе, появилась возможность ездить на них верхом, — колесницы уступили место коннице. Последующий отказ от колесниц продиктован экономическими военно-техническими преобразованиями.
Всадник на лошади мог воевать и передвигаться на большие расстояния, тогда как для колесницы требуется относительно ровный ландшафт. Ряд характерных для колесничного боя черт сохранился вплоть до Второй мировой войны в тачанке. Многие века гонки на колесницах (бега) оставались излюбленным развлечением богатых людей.

## История

### Европа
Первые попытки одомашнивания лошади произошли после 4800 годов до н. э. в Понтийско-Каспийской степи. С развитием куро-аракской культуры, начавшейся приблизительно в 3300-х годах до н. э., лошади значительно распространились в Закавказье. Колесо было изобретено на просторах Евразийских степей или в Месопотамии .
Древнейшие из обнаруженных археологами колёс повозок датируются 4-м тысячелетием до н. э. Неподалёку от словенской столицы Любляны обнаружено деревянное, неплохо сохранившееся колесо (диаметр 70 см, толщина 5 см) возрастом 5100—5350 лет назад. В старокорсунском кургане на территории Краснодарского края в захоронении майкопской культуры IV тысячелетия до н. э. также найдено колесо повозки. В первые колесницы IV тысячелетия до н. э. (Майкопская культура) могли запрягаться быки.
Самые ранние колесницы использовались синташтинской культурой. Остатки древнейшей из синташтинских колесниц были обнаружены в могильнике Кривое озеро и датированы методом радиоуглеродного анализа 2026 годом до н. э.. На сегодняшний день найдены остатки самых древних колесниц, датируются временем около 4100 лет назад. Впоследствии на основе найденных колесниц, под руководством А. В. Епимахова — археолог, док. ист. наук и профессора и Ивана Семьяна — реконструктора и заведующий лабораторий экспериментальной археологии НОЦ Евразийских исследований ЮУрГУ, была произведена реконструкция этих образцов. Была сделана точная копия колесницы, проведены полевые испытания на прочность колёс, возможность передвижения колесницы по степям в том месте где нашли образцы, географически это Агаповский район — всхолмлённая равнина, степь, перемежающаяся с лесостепью, и является довольно сложным рельефом для передвижения на колесницах. Реконструкция показала, что колесницы явно рабочие, колёса выдерживают длительные нагрузки, скорость, до которой удалось разогнать образец, — 40 км в час, что для времени 4000 лет назад являлось практически рекордом скорости передвижения человека на транспорте.
Эта культура, по крайней мере частично, связана с ямной и петровской культурами. В 9 могильниках синташтинской и родственной ей археологами обнаружено не менее 16 погребений с колесницами, самые ранние из которых датируются временем не позднее 2000 года до н. э. Это первые в истории настоящие колесницы — лёгкие повозки с двумя спицевыми колёсами, запрягавшиеся конями, которыми управляли при помощи кольцевых удил, и предназначавшиеся для быстрой езды. Колёса у андроновской культуры также были со спицами.
По мнению историка А. А. Семененко, обнаруженные в погребениях культур Синташта-Петровка-Алакуль двухколёсные повозки являются не боевыми колесницами, а сидячими гоночными повозками, либо сидячими военно-транспортными повозками для перевозки воинов/лучников, либо лежачими/платформенными погребальными повозками, поскольку археологически не фиксируется ни кузов, ни система перил, ни хотя бы передняя стойка для опоры едущего в положении стоя колесничего. Он также отвергает аргумент миниатюрности лошадей как критерий колесничного характера повозки.
Переходный тип между повозкой и настоящими колесницами обнаружен в катакомбной культуре («Тягунова Могила» в запорожском селе Марьевка, до рубежа III—II тыс. до н. э.). Древнейшая сохранившаяся целиком колесница катакомбной культуры обнаружена в 2016 году в Петровском районе Ставропольского края, повозка датируется концом II тысячелетия до н. э.
Колесничные захоронения наподобие китайских найдены в Альпийском регионе Центральной Европы и датируются XIII—XII веками до н. э., затем после перерыва VIII веков до н. э. и гальштатской культурой.  Лучшим образцом художественного изображения колесницы в Восточной Европе является сосуд из Броночице (ок. 3500 до н. э.) культуры воронковидных кубков, найденный в Польше.
Солнечная повозка, обнаруженная на северо-западном берегу острова Зеландия (Дания), датируется XVIII—XVII веками до н. э. Изображение Соль (Солнца) в виде 25-сантиметрового бронзового диска, позолоченного с правой стороны, везёт бронзовая фигурка кобылы, запряжённая в четырёхколесную телегу.

#### Греция и Рим
Колесница пришла в южную часть Балканского полуострова вместе с железом и конями с протофракийцев в начале-первой половине XVI века до н. э. Впрочем, ещё до этого на Балканах была известна повозка, запряжённая быками. Колесница, уже в достаточно совершенном виде, была заимствована ахейцами (либо у хеттов, либо у сиро-финикийцев, либо у фракийцев с севера) и впервые встречается на трёх стелах V шахтовой могилы круга А в Микенах. Изначально в колесницах сражались с луком и копьём представители знати, что предполагало порою спешивание и вступление с противником в прямой бой. В XV—XIII веках до н. э. колесничие являлись привилегированной социальной прослойкой.
На рубеже XIII—XII веков в Эгеиде в связи с действиями «народов моря» появился новый вид колесницы — перильная бига, где находилось два воина, вооружённые круглым щитом и парой копий.
Колесница, в которую запрягались две лошади, называлась бига, три лошади — трига, четыре лошади — квадрига. Колесный бандаж делался из железа. Когда колесницы не использовались, колёса с них снимались для лучшей сохранности.
В Древней Греции с окончательным падением дворцов колесницы как род войск исчезли и вернулись в Гомеровскую эпоху. На колеснице знатный воин или вождь подъезжали к полю боя, а сражался пешим.
В Греции, на севере в Беотии и Фессалии колесничие формирования просуществовали по крайней мере до персидского нашествия (Плутарх, Жизнеописание Пелопида), да и позднее, на примере Киренаики, Эней Тактик (IV век до н. э.) настоятельно советовал создавать колесничие отряды, но не для действий в бою, как раньше, а для быстрого оперативного манёвра, когда непосредственно в сражении из кузовов колесниц оглоблями вперёд создается подобие засеки, а воины вместе с возницами выстраиваются в единую фалангу.
В транспортных и спортивных колесницах ездили 1-2 человека. Среди колесниц наибольшей популярностью пользовались carrus. Верхняя часть такой повозки была открыта, а передняя закрыта. В ней обычно ехали возница и пассажир.
С VII века до н. э. колесницы исчезают из военного использования и переходят в область спорта и парадной езды. Помимо боевой функции колесницы выполняли сакральную и спортивную роли. Недаром римский триумфатор въезжал в город на колеснице.
В Риме колесничные гонки устраивались главным образом на гигантском ипподроме Циркус Максимус, который имел сидячие места для 150 000 зрителей и располагался в долине между холмами Палатин и Авентин. Возможно, Циркус Максимус ведёт свою историю ещё от этрусков, но около 50 года до н. э. Юлий Цезарь перестроил его, увеличив до 600 метров в длину и 225 метров в ширину. Колесницы запрягались четвернёй или парой, но более важными считались, конечно, гонки на четвернях. Иногда, если колесничий хотел продемонстрировать своё мастерство, он мог запрячь до 10 лошадей сразу, но управлять такой «гроздью» было крайне сложно. В частности, Митридат Евпатор справедливо гордился тем, что на торжественных выездах он единолично управлял запряжкой из 16 лошадей.

#### Британские острова
Согласно находкам в Великобритании (20 гробниц железного века, 500—100 годы до н. э., в Йоркшире и Ньюбридже), кельты были умелыми мастерами колесниц и отводили им место в мифологии (герой Кухулин). Цельный железный обод, вероятно изобретён кельтами. Так же кельты придумали подвешивать оси на кантах, это позволяло улучшить качество подвески и с большим удобством передвигаться по дороге с выбоинами.
Бритты использовали колесницы до III века. Бретонская колесница была манёвренной, управлялась возничим, а стрелок мог сосредоточится на стрельбе из лука. Тактика боя сводилась к отступлениям, чтобы не попасть в окружение. Подобная система применялась против войск Юлия Цезаря в 55 году до н. э., который осветил эту тему в своих «Записках о Галльской войне»:

Сначала их гонят кругом по всем направлениям и стреляют, причём большей частью расстраивают неприятельские ряды уже страшным видом коней и стуком колёс; затем, пробравшись в промежутки между эскадронами, британцы соскакивают с колесниц и сражаются пешими. Тем временем возницы мало-помалу выходят из линии боя и ставят колесницы так, чтобы бойцы, в случае, если их будет теснить своей многочисленностью неприятель, могли легко отступить к своим. Таким образом в подобном сражении достигается подвижность конницы в соединении с устойчивостью пехоты. И благодаря ежедневному опыту и упражнению британцы достигают умения даже на крутых обрывах останавливать лошадей на всем скаку, быстро их задерживать и поворачивать, вскакивать на дышло, становиться на ярмо и с него быстро спрыгивать в колесницу.

### Древний Египет
Считается, что колесницы появились в Египте благодаря гиксосам в XVI веке до н. э..
26 апреля 1457 года до н. э. состоялась первая документированная битва в истории — Мегиддо, где египетский фараон Тутмос III сражался против ханаанских царей. Тутмос III, лично возглавляя размещенные по центру боевые колесницы, наголову разбил разрозненные сирийско-палестинские войска. Оружейные реформы, проведённые Тутмосом III, были весьма значительны — лучники в колесницах обладали высокой мобильностью и точностью; он также поставил на вооружение модифицированные луки и стрелы, пробивавшие почти любую броню того времени.
Самой крупной колесничной битвой в древней истории считается битва при Кадеше (1299 год до н. э.), в которой со стороны египтян, хеттов и сирийцев участвовало около 5000 колесниц. Египетские лёгкие колесницы с большим числом оружия и воинов выигрывали на фоне тяжеловесных, неманёвренных колесниц хеттов.

### Ближний Восток
Первые находки колёс в Месопотамии датируются первой половиной III тысячелетия до н. э., что на половину тысячелетия позднее находок в Кубанском регионе. Повозки представляют трансформацию саней, известных по изображениям и в Месопотамии, и в Триполье уже в IV тысячелетии до н. э.
Первое изображение военизированных колесниц встречается на Штандарте войны и мира (ок. 2500 до н. э.) из Ура, обнаруженном экспедицией Леонарда Вулли. Изображённые невоенные колесницы-телеги имеют две оси и четыре колеса, запряжены волами, ослами или куланами.
В Урарту использовались колесницы и в период войн, и для перевозок. В упряжи ходило по 1-2 лошади и перевозили столько же пассажиров. Скульптурное изображение шестого правителя Урарту Аргишти I выполнено в виде колесничего с двумя лошадьми в упряжи.
Вероятно, от хеттов и митани колесницы распространялись по Месопотамии и Эламу в I тысячелетии до н. э. Ассирийцы и вавилоняне нашли им широкое применение, не используя активно в бою. В то время колесница рассматривалась как символ военной мощи и служила транспортным средством правителей и предводителей, объезжающих поле битвы.
Шумеры использовали запряжённую четырьмя ослами облегчённую колесницу с двумя колёсами без спиц. Колёса со спицами не были известны в Месопотамии до 1500 года до н. э..
Конь и колесница появляются в Ливии из Египта во второй половине XIII века до н. э. В силу неразвитости всаднического искусства, колесницы у греков Ливии заменили конницу и выполняли их же роль. У киренцев была ближневосточная конструкция боевой квадриги, экипаж которой состоял из возницы и двух парабатов (лучник и вспомогательный боец). Причем, судя по всему, боевой колесницей в Африке была именно квадрига, тогда как бига использовалась для других целей.

#### Хеттское царство
В военное дело на Ближнем Востоке колесницу впервые ввели в Митанни. Древнейшим свидетельством существования военной колесницы является хеттский текст Анитта 1800 года до н. э. В нём упоминается 40 выстрелов с лошадей (40 ṢÍ-IM-DÌ ANŠE.KUR.RAḪI.A) при осаде Салативары. Первые определённые данные о колесницах в Хеттской империи датируются 1700 годами до н. э. правления Хаттусили I. Хеттский текст авторства Киккули о тренировке лошади датируется 1500 годами до н. э..
Установив контроль над Месопотамией, хетты модернизировали колесницы: установили на них лёгкие колёса с четырьмя спицами вместо восьми и посадили в одну колесницу трёх воинов вместо двух. Колёса, в отличие от египетских колесниц, крепились в середине повозки, а не сзади. В правление Суппилулиумы I хетты подчинили Кадеш и отвоевали у египтян Сирию.
Благосостояние хеттов зависело от контроля над торговыми путями и природными ресурсами, особенно металлами. Когда хетты распространили своё господство через Месопотамию, возникли конфликты с ассирийцами, хурритами и египтянами того времени. Колесницы играли в этих конфликтах огромную роль и позволяли решать исход битв.

#### Ханаан
Колесница в «Ветхом завете» упоминается как символ власти и славы. Первое упоминание Иосифом в «Книге Бытия» звучит так: 
«С ним отправились также колесницы и всадники, так что сонм был весьма велик».
Железные колесницы как оружие Ханаана также упоминаются в «Книге Иисуса Навина» и в «Книге Судей». «Первая книга Царств» упоминает колесницы филистимлян (иногда их отождествляют с народами моря или ранними микенцами). В другом отрывке пророка Самуила упоминается, что царь Давид оттеснял лошадей, запряжённых в колесницы филистимлян.
В Ветхом Завете сказано о Соломоне, у которого было 1400 колесниц. После распада единого государства, в правление Ровоама большая часть колесниц отошла Израильскому царству, а Иудейскому царству досталась пехота. В дальнейшем, согласно ассирийским текстам, Израильское царство обладало самым мощным колесничим отрядом в восточном Средиземноморье. В 853 году до н. э. царь Ахав отправил 2000 колесниц в битву при Каркаре. Тяжёлые транспортные колесницы Иудеи запрягались четырьмя лошадьми и перевозили 4 человека.

#### Персия
На Ближнем Востоке апофеозом колесниц стала эпоха Новоассирийского царства, когда в грандиознейших битвах сходилась масса колесниц в два, а то и в три раза большая, чем под Кадешем, — например, в битве при Каркаре (VIII век до н. э.) только со стороны антиассирийской коалиции было почти 1500 колесниц, не считая остальных сил (более 4000 всадников и около 10000 пехоты). Основным типом колесниц ассирийцев были запряжки четвернёй с увеличенным в размерах корпусом, в которых размещалось 3-4 воина, причём один из них обязательно был щитоносцем. Подобное «утяжеление» запряжек произошло ещё у противников Египта — хеттов.
Решая проблему борьбы с вражеской лёгкой пехотой и кавалерией, ассирийцы установили на ступицах колёс колесниц длинные ножи, — так появились «серпоносные» или «косящие» колесницы. Серпы оказывали на противника не только сильное моральное воздействие, но и поражали отряды лёгкой пехоты противника, взаимодействующие с вражескими запряжками. Следующим шагом стала установка остриёв копий на дышло — теперь колесница могла снова атаковать в лоб регулярную тяжёлую пехоту.
Наибольшую известность эти экипажи получили благодаря персам — в дополнение к установке серпов и копий, те стали и защищать лошадей бронёй и поставили ещё серпы под осью вниз. Хотя это и снижало проходимость колесницы, но значительно повышало смертоносность экипажа при атаке.
Ещё одной проблемой была прочность колёс — решалась она у разных народов по-разному, но оптимума достигли именно персы, они начали делать цельнобронзовые колёса. Конечно, это несколько увеличило вес корпуса, но значительное увеличение прочности, а главное диаметра колеса, увеличило проходимость при той же скорости.
При правильном применении это оружие было чрезвычайно эффективно, но, к моменту нападения Александра Македонского на персидского колосса, ни о какой эффективности говорить не приходилось.
Позднее, серпоносные колесницы в очень больших количествах (многие сотни) встречались на вооружении армий диадохов. Они были значительно усовершенствованы по сравнению с персидским прототипом: стали более проходимы, получили возможность практически безопасно атаковать в лоб македонскую фалангу с длинными сариссами. Описание войн диадохов сохранилось очень плохо, поэтому совершенно неизвестно, где и когда они использовались. Плутарх в своём жизнеописании Деметрия Полиоркета подчёркивал, что он был настолько хорошим полководцем, что мог разбить и опрокинуть колесницы Антигона, что говорит о их высокой военной ценности. Позже колесницы с косами (серпами) применил Митридат Великий, в частности, с их помощью он полностью уничтожил войско легата Лукулла Триария в первой битве при Зеле. Через несколько лет на том же самом месте серпоносные колесницы сына Митридата Фарнака чуть было не уничтожили армию Юлия Цезаря. Путём невероятных усилий тому удалось победить. В римскую и парфянскую армии косящие колесницы не вписывались тактически, поэтому начался их упадок. Но, по некоторым данным (Шахнамэ, Чатран и маджатик) этот род войск возродился и в сасанидском Иране, и в средневековой Византии, но применялся не очень широко — стоимость такой колесницы была очень высокой, а если учитывать и сложность подготовки экипажей, то чрезмерно высокой и для Ирана, и для Византии.

### Китай
Согласно обнаруженным 41 погребениям с колесницами династии Шан китайцы переняли знание о них у степных народов при династиях Шан (ок. XVI—XI века до н. э.) и последовавшей Западная Чжоу (ок. XI век до н. э.). Историк А. А. Семененко указывает, что древнейшие пароконные двухколёсные дышловые повозки Китая эпохи Позднего Шан (ок. 1300—1050 до н. э.) были сидячими, т.к. имели кузов не выше 50 см, а первые поручни над ним для опоры стоящего возницы фиксируются в Китае не ранее прим. 1050 до н.э.
В Китае колесницы из оружия наступательного постепенно стали становиться оружием оборонительным, — когда отряды в 5-7 колесниц начали выполнять роль «крепостных башен» в тех живых стенах, которыми перегораживала поля сражений пехота. Именно поэтому, дополнительные поражающие элементы на дальневосточных запряжках выполняли роль подвижных рогаток, а не предназначались для сокрушения вражеского строя.
Помимо использования колесниц в Китае и Корее в оборонительных целях, особенно против кавалерии для защиты на марше и прикрытия лагеря в Средневековье и особенно активно в борьбе против киданей, военная мысль попыталась возродить пограничные конно-колесничие корпуса, но удачно реализовать этот замысел не удалось из-за нехватки лошадей.

### Индия
Есть несколько колесниц, изображённых петроглифами на песчаниках в горном массиве Виндхья. В Монтана Пахар, в Мизанпуре, есть два изображения. Одно показывает выстрел из колесницы, запряжённой двумя лошадьми, голова одного человека в колеснице видна. Второе — колесницу тянет четыре лошади, она имеет шесть колёс со спицами и так же изображён кучер, управляющей упряжью.
Весной 2018 года Археологическая служба Индии (ASI) при раскопках в селе Санаули в округе Багпата обнаружила 8 захоронений, в одном из них была с колесница, датируемыми 2000—1800 годами до н. э. Помимо колесницы найдены мечи, кинжалы, гребни и украшения, а наличие оружия подтверждает существование воинского сословия. Колесница сделаны по классической схеме — двухколёсная, со сплошными колёсами без спиц, наподобие месопотамских того же периода. Колёса вращались на неподвижной оси, от которой шло крепление, соединяющее с парой тянущих колесницу животных. К оси сверху крепилась платформа, на которой стоял человек, по бокам платформу обрамляли защитные экраны, а впереди защищала более высокая защитная панель. Колёса в центре украшены медными треугольниками, символизирующими лучи Солнца. Возможно, колесница управлялась одним человеком. На данном этапе исследований археологи затрудняются утверждать, какие животные запрягались в колесницы — быки или лошади, но отмечают существование лошадей в период халколита на данной территории. Это первая находка колесниц бронзового века на всём Индийском субконтиненте и первая с медными украшениями (8 антропоморфных фигур и цветочные мотивы). Находка доказывает, что используемые в Месопотамии колесницы, шлемы и мечи в 2000-е годы до нашей эры также существовали у цивилизации, находившейся на территории нынешней Индии.
В центральной Индии тяжёлые запряжки начали увеличивать в высоту и ставить позади традиционных индийских пехотных «цепей» (как по-другому назвать этот строй, когда на один погонный метр фронта приходится 3-4 пехотинца). Но помимо тяжёлых стрелковых запряжек как в Индии, так и в Китае продолжали использоваться и лёгкие, тактически соединённые со всадниками, как это практиковалось и в кельтской Британии. Тандем «лёгкие запряжки — конница» существовал также у лидийцев и в Урарту.
Северо-западная Индия, куда дошёл Александр Македонский, ещё не вооружилась тяжёлыми экипажами. Показательно, что в битве с царём Пором (Пуаравой), было только 300 лёгких колесниц, действующих совместно с конницей в русле традиционных индо-персидских тактических решений, что против Македонца было совершенно недостаточно.
И в Китае, и в Риме примерно в одно и то же время (III—V века) на основе колесницы было создано специфическое оружие — подвижный лафет для лёгкой метательной установки, причём, если баллиста-арбалет были относительно небольшими, то расчёт полностью находился в кузове и мог стрелять на ходу. Подобные конструкции, в частности в Европе, дожили до позднего Средневековья (итальянские «батареи» — повозки со стрелками и станковыми арбалетами, а позже и с 1-2 лёгкими пушками).

## Роль колесниц в армии
Самый ранний зафиксированный этап применения колесниц — Синташтинская культура — 4100 лет назад. Колесницы были максимально облегчённого типа, для меньших нагрузок на колёса. Могли очень быстро по тем временам ездить — около 40 км в час. Применялись для охраны стад животных и для разведки. В качестве погонщика обычно выступал один человек. В случае военной ситуации, могло быть двое — один управлял лошадьми, другой метал копья и дротики или стрелял из лука.
Реконструкция этапов сражений на колесницах, привела к выводам, что колесницы никогда не применялись как подобия «танков древности». Ими не таранили пехоту врага, не пытались сломать сплошной строй копейщиков, мечников и солдат держащих щиты. Так же на колесницах не пытались таранить плотно стоящих людей. Проводя аналогии с современной военной техникой, колесница была подобием боевой машины пехоты — колесничие вступали в бой первыми, они сильно разгонялись и скакали в сторону рядов противника, затем на расстоянии выстрела из лука или метания копья и дротика, резко разворачивались и скакали вдоль строя противника, поражая его оружием, выполняя роль манёвренных, но неплохо защищённых застрельщиков. Высокая скорость колесниц позволяла им в большой долей вероятности не быть поражёнными ответными выстрелами противника. Так же колесницы применялись для доставки срочных сообщений в сражении, для вывоза раненых солдат, для относительно массовой и быстрой переброски пехоты с одного места боя на другое, для передвижения командиров армии.
Учитывая, что таран вражеской пехоты колесницами был крайне опасен, в силу того, что пехота почти гарантированно убивала бы и лошадей и людей находившихся в колеснице, подобная тактика не применялась широко. Однако в период персидского государства была освоена тактика, когда тяжёлый вариант колесницы разгоняли и направляли на строй противника, при этом управляющий лошадьми человек, заранее спрыгивал на землю и отступал. Колесница налетала на строй солдат и неминуемо после этого пропадала как боевая единица. Однако пока её останавливали, колесница могла покалечить или убить определённое количество солдат.
Количество колесниц в составе армий могло сильно разниться. В Китае и Индии одна колесница приходилась на 100 солдат. В Ассирии — на 200. В Египте конца II тысячелетия — на 50. В сухопутной армии Карфагена — даже одна на 20 солдат. Есть указания, что у хеттов колесница приходилась даже на 10 человек, но это маловероятно.
Колесницы по своему времени представляли собой достаточно дорогостоящие и высокотехнологичные изделия. В Ассирии имелся царский завод по производству колесниц, причем стратегические материалы (главным образом дерево разных пород) свозились со всего известного ассирийцам мира. Только ценой подобных затрат удавалось сочетать прочность конструкции с её легкостью, позволявшей размещать в кузове трёх человек, вместо 1-2 у менее искусных народов.

### Тактика противодействия колесницам
На протяжении веков пехота вырабатывала приёмы защиты от атаки боевых колесниц. В эпоху диадохов защитная тактика фаланги заключалась в том, что гоплиты расступались, пропуская колесницу в тыл, где она становилась добычей вспомогательных отрядов (данный приём облегчался тем, что возницы спрыгивали с колесниц до того, как те достигали вражеского строя, и колесница оставалась неуправляемой).
Римляне со времён Юлия Цезаря также разработали эффективные методы противодействия колесницам. В битве при Магнесии атака серпоносных колесниц селевкидского царя Антиоха Великого была успешно отбита воинами Л. Корнелия Сципиона, применившими целый комплекс тактических приёмов:

Сражение на правом фланге римлян началось атакой серпоносных колесниц. Евмен <союзный римлянам царь Пергама, командовавший правым флангом> приказал выдвинуться вперед критским лучникам, пращникам, римским метателям дротиков и нескольким эскадронам (турмам) конницы. Римляне и их союзники действовали в рассыпном строю. Они обстреливали колесницы со всех сторон, целясь в лошадей, а также громкими и нестройными криками пугали коней. При приближении противника подвижные пехотинцы уклонялись от столкновения. Одни колесницы остановились из-за гибели лошадей. Лошади других заметались. Нервы возниц не выдержали. Часть из них повернули назад, другие отступали по направлению к центру, к слонам. Всадники Евмена их преследовали и громкими криками усиливали панику. В стремлении избежать столкновения с серпами и обезумевшими лошадьми арабские воины на верблюдах расстроили свои ряды. Смятение перекинулось на катафрактов. В конце концов, колесницы и верблюды покинули пространство между армиями. — Дмитрий Шкрабо, Битва при Магнесии
Таким образом, действия хорошо обученной пехоты, использующей уязвимые стороны данного вида оружия, позволяли не только защититься от колесниц, но и заставить их нанести серьёзный урон собственным войскам. Это обстоятельство практически ликвидировало боевую ценность серпоносных колесниц к концу эллинистической эпохи.

### Причины отказа от колесниц
1. Первоначально одомашненные лошади были слишком низкорослы, коренасты для того, что бы на них мог уверенно скакать наездник и воевать против других людей. Лошадям, скорее всего выведенным от подвидов тарпана, предстояла долгая, в сотни лет, селекция, прежде чем их рост, сила, прочность спины, позволили долгое время ездить всаднику с оружием. Колесница была, начиная с 4100 лет назад и до 3000 лет назад, по сути единственным способом использовать главные качества лошадей — относительно большую длительность быстрого хода и высокую скорость передвижения. Когда селекция лошадей дошла до нужного уровня, люди стали активно осваивать функцию наездника, отказываясь от колесниц.
2. Колесница — это дорогая боевая единица. Начиная с синташтинских колесниц, их делали из нескольких типов древесины, для обработки её требовался высококачественный инструмент, наличие опытных мастеров в нескольких узких специальностях — изготовление хороших по качеству колёс, осей, кузова. Всё это требовало огромных по тем временам трудовых затрат и средств, учитывая что весь инструмент был в лучшем случае из бронзы.
3. Колесницы, по сравнению с конницей, намного менее маневренные, требуют больше сил у лошадей на передвижение и соответственно обладают меньшей гарантированной дальностью похода и его более низкой средней скоростью.
4. Колесница, в силу того, что обладает деталями, испытывающими постоянные ударные нагрузки и трение, ломается и требует ремонта, а это усложняет её использование в полевых условиях, в отрыве от ремонтных мастерских и хороших мастеров.[55] Подвеска например была сделана из верёвок и быстро изнашивалась.

Эти факторы обусловили относительно быстрый отказ передовых армий мира от колесниц в пользу кавалерии. При этом ряд народов и правителей продолжали пытаться использовать их в качестве боевых единиц, однако эффективность с каждой новой битвой неуклонно снижалась.

#### Фильмы
- «Тутмос III — Рассказы из могилы: Короля Воинов Египта» / «Thutmose III — Tales from the tomb: Egypt’s warrior king» — 2005, США, National Geographic Channel. (смотреть online)